# Чагарниця бурощока
Чагарни́ця бурощока (Trochalopteron henrici) — вид горобцеподібних птахів родини Leiothrichidae. Мешкає в Китаї та Індії. Вид названий на честь французького принца і натураліста Анрі Орлеанського.

## Опис
Довжина птаха становить 24,5-26 см. Забарвлення переважно коричнево-сіре, крила сизуваті. Хвіст довгий, вузький, на кінці білий. Щоки каштанові, під дзьобом білі "вуса", гузка каштанова. Дзьоб коричневий.

## Поширення і екологія
Бурощокі чагарниці мешкають на південному сході Тибетського плато, на південному заході Китаю і на крайньому північному сході Індії в штаті Аруначал-Прадеш. Вони живуть у високогірних чагарникових заростях, гірських тропічних лісах, в полях і на садах. Зустрічаються на висоті від 1980 до 4570 м над рівнем моря. Живляться комахами, ягодами і насінням. Сезон розмноження триває з травня по липень. В кладці 2-3 яйця.